# Saccharomyces
Saccharomyces é um gênero do reino Fungi que inclui muitas espécies de leveduras. Saccharomyces é um termo de origem latina, significando fungos do açúcar. Muitos membros deste gênero são considerados muito importantes na fabricação de alimentos. Um exemplo é Saccharomyces cerevisiae, utilizado na produção de vinho, pão e cerveja. Outros membros deste gênero são Saccharomyces bayanus, usado na produção do vinho, e Saccharomyces boulardii, usado em medicina.

## Morfologia
As colónias de Saccharomyces crescem rapidamente e atingem a maturação em 3 dias. São planas, suaves, úmidas, e possuem cor esbranquiçada. A incapacidade de usar nitratos e a capacidade de fermentarem vários hidratos de carbono são características típicas de Saccharomyces.

## Morfologia celular
São observáveis blastoconídeos. São unicelulares, globosos, e com forma elipsóide ou alongada. As pseudo-hifas, se presentes, são rudimentares, não apresentam hifas.
Saccharomyces produzem ascósporos, sobretudo quando criados em meio V-8, ágar ascósporo ou meio Gorodkowa. Estes ascósporos são globosos e encontram-se em ascos. Cada asco contém 1 a 4 ascósporos. Os ascos não rebentam quando maduros. Os ascósporos são tingidos por mancha de Kinyoun e mancha ascósporo. Quando tratados com a mancha de Gram são Gram-negativos ao passo que as células vegetativas são Gram-positivas.

## História
A presença de levedura na cerveja foi sugerida pela primeira vez em 1680, embora o género só tenha sido designado Saccharomyces em 1837. Apenas em 1836 Louis Pasteur demonstrou o envolvimento de organismos vivos na fermentação e, em 1888, Hansen isolou a levedura da cerveja.

## Uso na fabricação da cerveja
As leveduras da ceveja são poliploides e pertencem ao género Saccharomyces. As estirpes «cervejeiras» podem ser classificadas em dois grupos; as estirpes de ale (Saccharomyces cerevisiae, geralmente usadas para ale e stout) e as estirpes de lager (Saccharomyces pastorianus). As estirpes de lager são híbridas de S. cerevisiae e S. bayanus.
Embora as duas espécies difiram em vários aspectos, incluindo a sua resposta à temperatura e transporte e utilização do açúcar, S. pastorianus e S. cerevisiae estão muito próximas entre as do género Saccharomyces.
As leveduras Saccharomyces podem formar matrizes simbióticas com bactérias, sendo usadas para produzir kombucha, kefir e servem para fazer bebidas alcoólicas  e gengibre.

## Patologia
Estas leveduras, provocam a deterioração de alimentos ricos em açúcares, como o xarope de bordo, sumos concentrados e condimentos.
Carelhes exposição prolongada a S. cerevisiae pode resultar em hipersensibilidade.